# Les Amants du Pont-Neuf
Les Amants du Pont-Neuf is een Franse dramafilm uit 1991, geschreven en geregisseerd door Leos Carax. Het verhaal speelt zich af op en rond de Pont Neuf in Parijs.

## Verhaal
De vuurspuwende en aan slapeloosheid lijdende clochard Alex woont met zijn maat Hans op de Pont Neuf. Dan komt Michèle hun wereldje binnen: zij is een kunstenares die aan een oogziekte lijdt en haar familie is ontvlucht. Naarmate zij het gezichtsvermogen verliest, wordt zij meer en meer afhankelijk van Alex. Een passionele liefde ontbrandt tussen de twee. Alex probeert te voorkomen dat Michèle te weten komt dat haar familie naar haar op zoek is.

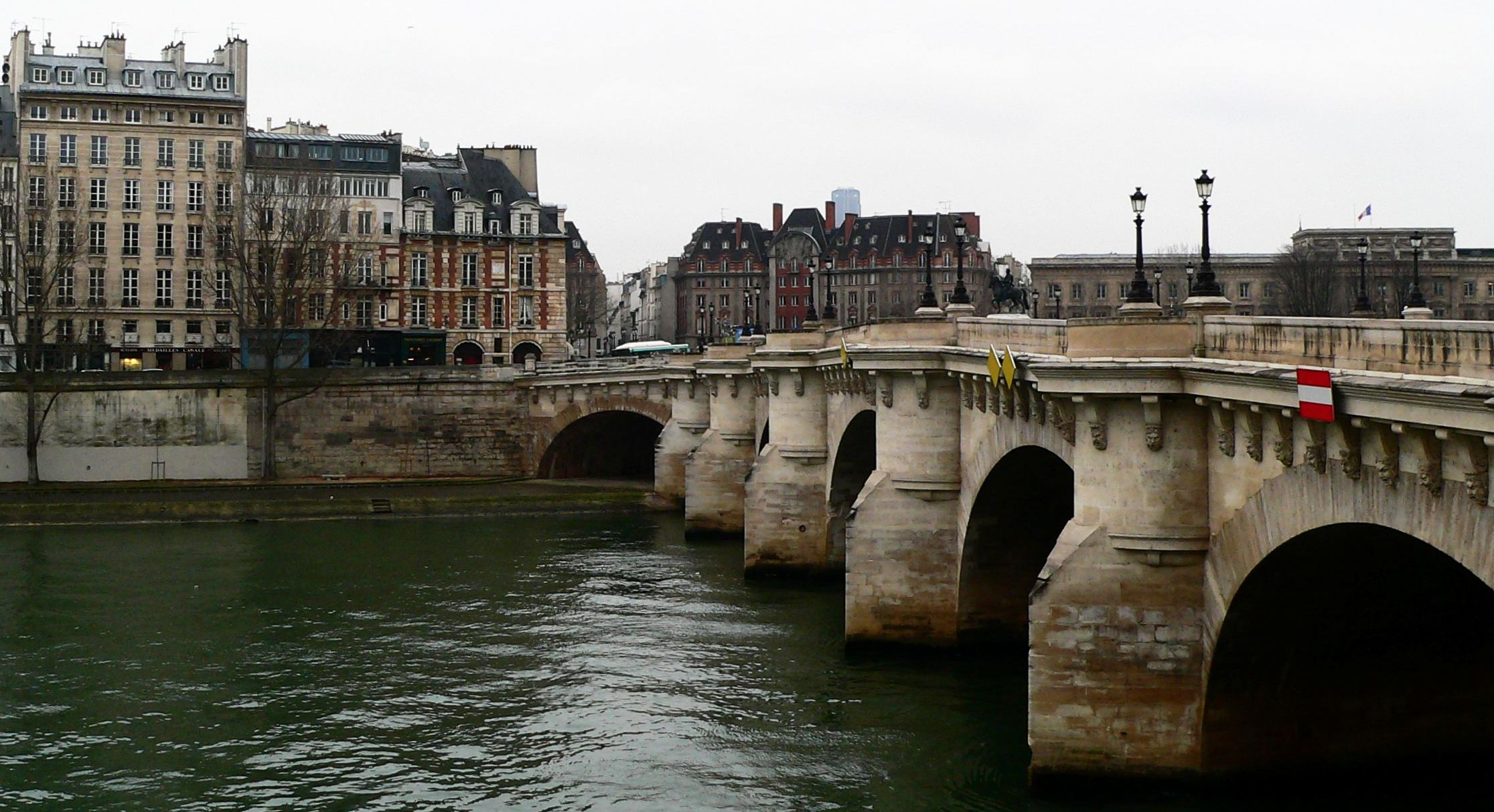
De Pont-Neuf in Parijs

## Rolverdeling
| Acteur               | Personage     |
| -------------------- | ------------- |
| Juliette Binoche     | Michèle       |
| Denis Lavant         | Alex          |
| Klaus Michael Grüber | Hans          |
| Édith Scob           | vrouw in auto |
| Georges Aperghis     | man in auto   |

## Productie
De productie had af te rekenen met heel wat problemen. De opnames spanden zich uit over een periode van drie jaar en het budget werd ruim overschreden. Voor de nachtscènes werd de brug nagebouwd in Lansargues, wat 5 miljoen Franse frank extra zou kosten. Vervolgens liep hoofdrolspeler Denis Lavant een peesverrekking op, waardoor heel het opnameschema op de eigenlijke brug kwam te vervallen, en het model in Lansargues moest worden opgewaardeerd. De opeenvolgende producers beten hun tanden er op stuk. Uiteindelijk werd de productie gered door Christian Fechner die er 70 miljoen Franse frank eigen middelen in stopte. Het was de duurste Franse film ooit.

## Prijzen
Op de 5e Europese Filmprijzen won de film de prijzen voor beste actrice (Juliette Binoche), beste montage (Nelly Quettier) en beste cinematografie (Jean-Yves Escoffier).